# GMC Sierra

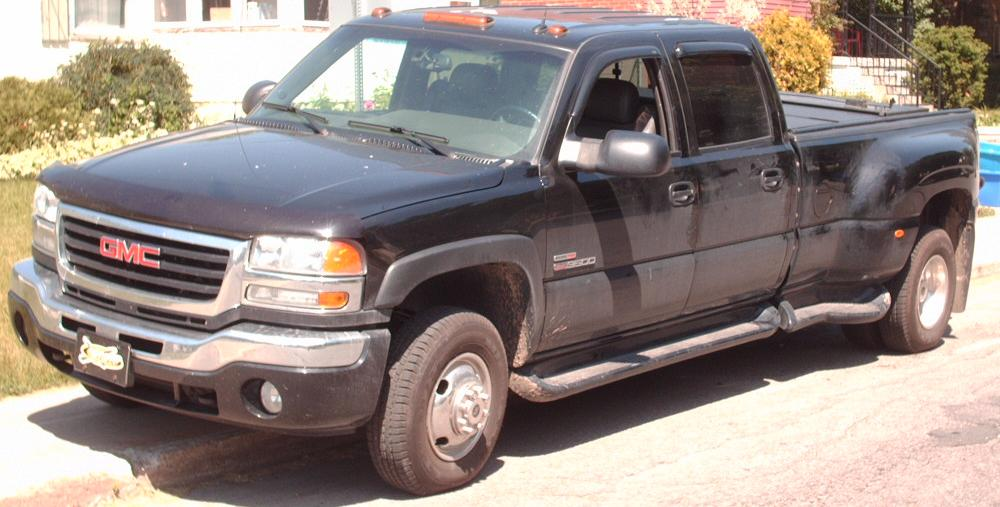
GMC Sierra 3500.

GMC Sierra är en amerikansk pickupmodell som tillverkas av GMC truck sedan 1970-talet.
Den är identisk med Chevrolet Silverado men har i regel mindre utrustning och annan front.
Under 2007 lanserades en hybridversion för att spara bränsle; denna motor återfinns även i GMC Yukon och Chevrolet Tahoe.